# 马基斯迪索扎
马基斯迪索扎是巴西南大河州的一个市镇。总面积125.175平方公里，总人口4052人，人口密度32.4人/平方公里。